# Alypophanes iridocosma
Alypophanes iridocosma là một loài bướm đêm thuộc họ Noctuidae. Loài này được tìm thấy ở Queensland (ở rừng mưa từ Iron Range phía nam đến Ingham).
Con trưởng thành có cánh màu vàng với các mảng đỏ và đen. Có một đốm trắng nổi bật ở bụng. Khi chúng đậu, cánh trước và cánh sau không khép.